# Черноярка (Абайская область)
Черноярка (каз. Черноярка) — село в Кокпектинском районе Абайской области Казахстана. Входит в состав сельского округа им.Койгельды. Код КАТО — 635045400.

## Население
В 1999 году население села составляло 170 человек (80 мужчин и 90 женщин). По данным переписи 2009 года, в селе проживало 147 человек (73 мужчины и 74 женщины).